# 四川尾孢虫
四川尾孢虫（学名：Henneguya sichuanensis）为尾孢科尾孢虫属的动物。在中国，分布于四川等，营寄生生活，寄生在吻鮈的膀胱。